# Geneston
Geneston – miejscowość i gmina we Francji, w regionie Kraj Loary, w departamencie Loara Atlantycka.
Według danych na rok 2010 gminę zamieszkiwały 3524 osoby, a gęstość zaludnienia wynosiła 439 osób/km².
W Geneston urodził się wikariusz apostolski Markizów Rogatien-Joseph Martin SSCC.